# Toro Rosso STR13
El Toro Rosso STR13 fue un monoplaza de Fórmula 1 diseñado por Scuderia Toro Rosso para competir en la temporada 2018. Por primera vez para el equipo, la unidad de potencia, el sistema de transmisión de ocho velocidades y el sistema de recuperación de energía son de Honda. El coche fue conducido por el neozelandés Brendon Hartley y el francés Pierre Gasly.

## Resultados
(Clave) (negrita indica pole position) (cursiva indica vuelta rápida)

| Año  | Motor                 | Neu. | N.º | Pilotos         | 1   | 3   | 2   | 4   | 5   | 6   | 7   | 8   | 9   | 10  | 11  | 12  | 13  | 14  | 15  | 16  | 17  | 18  | 19  | 20  | 21  | Puntos | Pos. |
| ---- | --------------------- | ---- | --- | --------------- | --- | --- | --- | --- | --- | --- | --- | --- | --- | --- | --- | --- | --- | --- | --- | --- | --- | --- | --- | --- | --- | ------ | ---- |
| 2018 | Honda RA618H V6 Turbo | P    |     |                 | AUS | BHR | CHN | AZE | ESP | MON | CAN | FRA | AUT | GBR | GER | HUN | BEL | ITA | SIN | RUS | JPN | USA | MEX | BRA | ABU | 33     | 9º   |
| 2018 | Honda RA618H V6 Turbo | P    | 10  | Pierre Gasly    | Ret | 4   | 18  | 12  | Ret | 7   | 11  | Ret | 11  | 13  | 14† | 6   | 9   | 14  | 14  | Ret | 11  | 12  | 10  | 13  | Ret | 33     | 9º   |
| 2018 | Honda RA618H V6 Turbo | P    | 28  | Brendon Hartley | 15  | 17  | 20† | 10  | 12  | Ret | Ret | 14  | Ret | Ret | 10  | 11  | 14  | Ret | 16  | Ret | 13  | 9   | 14  | 11  | 12  | 33     | 9º   |

- † El piloto no acabó el Gran Premio, pero se clasificó al completar el 90% de la distancia total.